# 전자금융거래법위반죄
전자금융거래법위반죄은 대한민국 형법상 범죄로 접근매체를 양도하거나 양수하는 행위를 5년 이하의 징역 또는 3천만원 이하의 벌금에 처한다고 규정하고 있다. 여기서 "접근매체"라 함은 전자금융거래에 있어서 거래지시를 하거나 이용자 및 거래내용의 진실성과 정확성을 확보하기 위하여 사용되는 수단 또는 정보를 말하는 바, 예컨대 통장, 현금카드, 보안카드, 공인인증서, 신용카드 등을 의미한다.
전자 금융은 컴퓨터와 IT 기술을 이용하여 업무의 자동화와 전자화를 실현하는 금융이다. 홈뱅킹, 펌뱅킹, 폰뱅킹 등이 있다.

## 같이 보기
- 대포통장